# Jeff Kollman
Jeff Kollman (Toledo, 29 luglio 1966) è un chitarrista statunitense noto principalmente per essere stato membro degli Asia featuring John Payne, nonché successivamente dei Chad Smith's Bombastic Meatbats.

## Biografia
Ispirato da gruppi come Kiss e Van Halen, e dal chitarrista Randy Rhoads, Kollman ha iniziato a suonare la chitarra all'età di 12 anni. Ha fatto il suo debutto discografico a 14 anni, dopo essersi unito alla band hardcore punk dell'Ohio The Stains. The Stain è stato incluso nella compilation The Sounds of Hollywood #3 del 1984 e ha pubblicato un album completo, I Know the Scam, nel 1986, entrambi per l'etichetta Mystic Records con sede a Los Angeles.
Nel 1986, Kollman formò la band metal VXN con suo fratello e il batterista Tommy Kollman, il cantante Bryce Barnes e il bassista Nep Sindel, e nel 1987 pubblicò un mini-LP di 6 canzoni, seguito dall'album completo solo su cassetta, The Domanda, nel 1988.
Grande amico del batterista dei MSG Shane Gaalaas e del bassista Barry Sparks, con i quali ha formato il trio di rock progressivo strumentale, Cosmosquad.
Ciò ha portato Jeff a collaborare con il nucleo della classica formazione UFO, come Mogg/Way, per l'album Chocolate Box del 1999. Kollman e il cantante degli UFO Phil Mogg si sono riuniti, come $ign of 4, per un'altra collaborazione con l'album, Dancing with St. Peter, pubblicato nell'autunno 2002.
Dopo aver partecipato al singolo e al video "Seasons Will Change" del 2012 con gli Asia featuring John Payne, Kollman ha anche preso parte alla registrazione di Recollections: A Tribute to British Prog del 2014, che contiene cover di King Crimson, ELP, Yes, Genesis e The Alan Parsons Project, tra gli altri.
Dal 2017 entra a far parte del gruppo live di Alan Parsons denominato Alan Parsons Live Project partecipando a tutti i concerti in giro per il mondo. E sempre con Parsons partecipa agli album The Secret del 2019 e From the New World del 2022.
Il 18 marzo 2021, Kollman ha pubblicato la canzone "Superstring Theory" come singolo digitale sul suo sito Bandcamp e ha annunciato una data di uscita del 21 maggio per il suo sesto album solista strumentale, East of Heaven, con il contributo dei collaboratori di lunga data Shane Gaalaas e Jono Brown alla batteria, il direttore musicale del Cirque du Soleil, Paul Shihadeh, al basso, con Guy Allison alle tastiere.

## Discografia

### Solista
- 1989 - Schizoid
- 1995 - Into The Unknown
- 1999 - Shedding Skin
- 2012 - Silence In The Corridor
- 2014 - Hills of Granada
- 2021 - East of Heaven

### Con i [osmosquad
- 1997 - Cosmosquad
- 2002 - Squadrophenia
- 2003 - Best of Cosmosquad
- 2007 - Acid Test

### Con i Chad Smith's Bombastic Meatbats
- 2008 - Meet the Meatbats
- 2010 - More Meat

### Con gli Asia featuring John Payne
- 2012 - Season Will Change

### Con Alan Parsons
- 2019 - The Secret
- 2021 - The NeverEnding Show - Live In The Netherlands
- 2022 - One Note Symphony - Live in Tel Aviv
- 2022 - From the New World